# Copa de la Liga 1983
La Copa de la Liga 1983 è stata la 1ª edizione della Coppa della Liga. Il torneo iniziò l'8 maggio e si concluse il 29 giugno 1983. Il vincitore fu il Barcellona.

## Formula e partecipanti
La Coppa della Liga fu giocata dalle 18 squadre di Primera División di quell'anno. La formula del torneo prevedeva gare di andata e ritorno, compresa la finale. Le squadre semifinaliste perdenti della Coppa del Re si qualificarono per il secondo turno mentre le finaliste della stessa Coppa si qualificarono direttamente per i quarti. In questo torneo non era prevista la regola dei gol fuori casa.
| - Athletic Bilbao - Atlético Madrid - Barcellona - Real Betis - Celta Vigo | - Espanyol - Las Palmas - Malaga - Osasuna - Racing Santander | - Real Madrid - Real Saragozza - Real Sociedad - Real Valladolid - Salamanca UDS | - Siviglia - Sporting Gijón - Valencia |

## Primo turno
Andata: 8 maggio 1983. Ritorno: 21, 22 maggio 1983.
| Squadra 1        | Totale | Squadra 2       | Andata | Ritorno |
| ---------------- | ------ | --------------- | ------ | ------- |
| Celta Vigo       | 4 - 9  | Espanyol        | 3 - 2  | 1 - 7   |
| Real Betis       | 2 - 2  | Malaga          | 1 - 0  | 1 - 2   |
| Racing Santander | 4 - 3  | Valencia        | 1 - 0  | 3 - 3   |
| Salamanca UDS    | 1 - 4  | Atlético Madrid | 0 - 0  | 1 - 4   |
| Real Saragozza   | 4 - 1  | Siviglia        | 2 - 1  | 2 - 0   |
| Athletic Bilbao  | 2 - 2  | Osasuna         | 1 - 1  | 1 - 1   |
| Las Palmas       | 6 - 2  | Real Valladolid | 4 - 1  | 2 - 1   |

## Secondo turno
Andata: 1º giugno 1983. Ritorno: 8 giugno 1983.
- Las Palmas

| Squadra 1        | Totale | Squadra 2       | Andata | Ritorno |
| ---------------- | ------ | --------------- | ------ | ------- |
| Atlético Madrid  | 3 - 2  | Athletic Bilbao | 3 - 0  | 1 - 2   |
| Sporting Gijón   | 3 - 2  | Malaga          | 2 - 2  | 1 - 0   |
| Racing Santander | 3 - 6  | Real Saragozza  | 3 - 2  | 0 - 4   |
| Real Sociedad    | 2 - 2  | Espanyol        | 2 - 2  | 0 - 0   |

## Quarti di finale
Andata: 12 giugno 1983. Ritorno: 25 giugno 1983.
- Real Saragozza

| Squadra 1   | Totale | Squadra 2       | Andata | Ritorno |
| ----------- | ------ | --------------- | ------ | ------- |
| Real Madrid | 2 - 1  | Real Sociedad   | 1 - 0  | 1 - 1   |
| Barcellona  | 1 - 0  | Sporting Gijón  | 1 - 0  | 0 - 0   |
| Las Palmas  | 1 - 3  | Atlético Madrid | 1 - 0  | 0 - 3   |

## Semifinali
Andata: 19 giugno 1983. Ritorno: 22 giugno 1983.
| Squadra 1       | Totale | Squadra 2   | Andata | Ritorno |
| --------------- | ------ | ----------- | ------ | ------- |
| Real Saragozza  | 8 - 8  | Real Madrid | 5 - 3  | 3 - 5   |
| Atlético Madrid | 3 - 5  | Barcellona  | 1 - 0  | 2 - 5   |

## Finale

### Andata
| Arbitro: | Urizar Azpitarte |

|                            |           |                           |
| del Bosque 63’ Juanito 69’ | Marcatori | 50’ Carrasco 57’ Maradona |

### Ritorno
| Arbitro: | Ramos Marco |

|                           |           |                |
| Maradona 19’ Alexanko 20’ | Marcatori | 84’ Santillana |